# Dorfkirche Dahmsdorf (Reichenwalde)
Die Dorfkirche Dahmsdorf ist eine Feldsteinkirche im Ortsteil Dahmsdorf der Gemeinde Reichenwalde des Landkreises Oder-Spree. Sie gehört zu den ältesten Kirchen Brandenburgs und steht unter Denkmalschutz.
Die zugehörige Kirchengemeinde ist mit der Evangelischen Kirchengemeinde Reichenwalde im Kirchenkreis Oderland-Spree der Evangelischen Kirche Berlin-Brandenburg-schlesische Oberlausitz  vereinigt.

## Geschichte
Unbestätigt ist das Gründungsdatum des Gotteshauses, das oftmals mit 1241 angegeben wird. An der Ost-, Süd- und Nordseite lassen sich heute noch Feldsteine finden, die rechteckig behauen und in Reihe vermauert sind und auf eine Bauzeit von 1250 bis 1300 schließen lassen. Die erste urkundliche Erwähnung datiert jedoch erst von 1346. Im Jahre 1376 wurde der Ort im Zusammenhang mit den ersten nachweislichen Lehensherren genannt. Ritter aus der Familie von Queiß erhielten die Dörfer Dahmsdorf und Wendisch Rietz als Lehen. Der Bau ist mehrfach überformt worden. Eine entscheidende Renovierung/z. T. Wiederaufbau der Kirche wurde zu Beginn des 18. Jahrhunderts durchgeführt. Zu diesem Zeitpunkt erhielt die Kirche den Fachwerkturm, und es wurde im Innern eine Zwischendecke eingezogen. Das Kirchengebäude wurde von 2009 bis 2011 mit staatlichen, kirchlichen und privaten Fördergeldern sowie Spenden grundlegend saniert. Um die Stabilität des Mauerwerks zu erhöhen, erhielt die Fassade eine Schicht aus Putzschlamm. Nach einer gewissen Zeit wird der Blick auf die Feldsteine wieder freigegeben.

## Architektur
Die Saalkirche hat rechteckige Grundmauern mit einer Länge von 17 Metern und einer Breite von 10 Metern, sie war ursprünglich 1 m länger und besaß außerdem ein kirchenschiffsbreites und 7,40 m tiefes Westwerk. Die Kirche gehörte im Mittelalter zu den mittleren bis großen Kirchen.
Die drei schmalen Lanzettfenster im Ostgiebel, sowie die zwei niedrigen, spitzbogigen Feldsteinportale auf der Südseite stammen aus der Bauzeit. Das östliche Portal ist kleiner; es ist die Priesterpforte. An der Nordseite sind noch Reste eines Sakristeianbaus zu erkennen.
Die Fenster auf den Längsseiten sind spätere Durchbrüche (um 1875).
Im Jahr 1719 erhielt sie den heute noch sichtbaren neuen Fachwerkturm. In ihm hängen zwei Bronzeglocken aus dem Vorgängerturm, die kleinere aus dem 13. Jahrhundert, die größere wurde 1400 für den Vorgängerturm gegossen. Die auf dem Glockenmantel eingekratzte Schrift „Dahmsdorf“ hängt mit der Ablieferungspflicht im Zweiten Weltkrieg zusammen. Die Glocke hat überlebt. Das Gotteshaus wurde in vorreformatorischer Zeit dem heiligen Thomas gewidmet.

## Ausstattung
Die Kanzel, die hintere Empore und das Gestühl stammen aus dem 18. Jahrhundert. Seit 1962 steht die Kanzel, die ursprünglich Teil eines Kanzelaltars war, rechts neben dem Altar auf dem Ziegelfußboden. Der aus Feldsteinen gemauerte und verputzte Altartisch besitzt auf der südlichen Seite einen Reliquienschrein, der bei der Sanierung freigelegt wurde.
Das Taufbecken (Sandstein) stiftete 1885 die Familie des Schleusenmeisters aus Wendisch Rietz.
In der Kirche befinden sich auf der gesamten inneren Ostwand vorreformatorische Malereien und Gebetssprüche. Die Malereien sind oberhalb der Zwischendecke sichtbar und unterhalb der Decke seit 1962 überputzt.

## Lage
Das Gebäude befindet sich im Zentrum des Dorfes. Von einem einst die Kirche umgebenden Friedhof zeugen noch zwei verbliebene Grabsteine. In unmittelbarer Nachbarschaft des Gotteshauses wurde ein neuerer Friedhof angelegt. Auffallend und markant sind die Hügel, von denen die Kirche umgeben ist. Lange hielt sich die Meinung, dass es sich hier um einen slawischen Burgwall handele. Neueren geologischen Untersuchungen entsprechend handelt es sich dabei aber um einen Dünenkörper.